# Joséphine Tassy
Pour les articles homonymes, voir Tassy.
Joséphine Tassy, née en 1997, est une écrivaine française.
À la rentrée littéraire 2023, elle publie son premier roman L'Indésir aux Éditions de l'Iconoclaste.

## Biographie

### Formation
Après avoir fréquenté le Lycée Henri IV, Joséphine Tassy obtient un master de l'Institut d'études politiques de Paris et un master de HEC Paris.
Elle poursuit aussi des études à l'École normale supérieure et à l'Institut national des langues et civilisations orientales.

### Écriture
Elle publie un premier roman à l'âge de 26 ans, chroniqué par Lire Magazine, Les Inrocks, Elle, Marie Claire, Vogue, Causette, Technikart.
Elle est notamment invitée sur les plateaux de France Inter et Culturebox.
L'Indésir est sélectionné pour de nombreux prix,,, et remporte le Prix du premier roman.
Invitée par la Fondation pour l'action culturelle internationale en montagne, elle est l'écrivaine en résidence de la saison littéraire 2024.

## Romans
- L'Indésir, Paris, L'Iconoclaste, 2023, 396 p.